# Gobernación de Nueva Andalucía del Río de la Plata
La gobernación de Nueva Andalucía, hacia 1544 (conocida así originalmente), fue una provincia o división territorial del Imperio español en la zona de la cuenca del Río de la Plata en América del Sur y cuya capital era Asunción. Fue creada a partir de la capitulación del 21 de mayo de 1534 entre Pedro de Mendoza y el emperador Carlos I de España como parte de un grupo de gobernaciones contratadas en que se dividió la exploración y conquista de la Sudamérica española iniciada por la Corona de Castilla.
El territorio originalmente asignado se extendía 200 leguas en dirección hacia el sur desde la gobernación de Nueva Toledo concedida a Diego de Almagro, tocando el océano Atlántico y el océano Pacífico. El mismo día se crea la gobernación de Nueva León inmediatamente al sur y concedida a Simón de Alcazaba y Sotomayor originalmente.
Como los demás adelantazgos indianos, fue una gobernación dependiente directamente del Consejo de Indias, excepto cuando en lo judicial dependió nominalmente de la Real Audiencia de Panamá desde 1539 hasta 1543, y con las fundaciones de las ciudades de Santiago de la Nueva Extremadura por Pedro de Valdivia en 1541 y con la de El Barco del Nuevo Maestrazgo de Santiago del Tucumán por Juan Núñez de Prado en 1550, perdió las jurisdicciones nominales de la costa del Pacífico y el territorio tucumano a favor del virreinato peruano y en donde se erigirían la nuevas gobernaciones de Chile y del Tucumán, hasta que en 1566 todo el territorio residual del Río de la Plata y del Paraguay también quedó como una entidad autónoma dentro del Virreinato del Perú y del distrito de la Real Audiencia de Charcas.
En 1617 se produjo una división de la jurisdicción administrativa, creándose al norte la gobernación del Guayrá —conocida luego como gobernación del Paraguay— con capital en Asunción, y al sur, la gobernación del Río de la Plata con capital en Buenos Aires.

## Antecedentes
En 1513 una expedición no oficial portuguesa armada por Nuno Manuel y por Cristóbal de Haro y capitaneada por Juan de Lisboa alcanzó el cabo de Santa María, cerca de la boca norte del estuario del Río de la Plata. En Maldonado el 2 de febrero de 1516 Juan Díaz de Solís tomó posesión de la región del Plata en nombre de los reyes de Castilla. Solís, que viajaba hacia el Pacífico, murió el 20 de enero de 1516 en un enfrentamiento con indígenas y la expedición retornó a España. Fernando de Magallanes pasó por el área en marzo de 1520 en su viaje de circunvalación del mundo.
Desviándose de su viaje a las islas de la Especiería, Sebastián Caboto (o Gaboto) realizó la primera fundación en los territorios del Plata en 1527, el fortín de San Lázaro, el 7 de abril –por encontrar un grumete o marinero aprendiz de la expedición de Solís conviviendo con los aborígenes charrúas desde 1516–. Luego remontó el río Uruguay hasta llegar a la desembocadura del entonces bautizado río San Salvador y haciendo unos 20 km aguas arriba, antes del recodo hacia el sur, y fundó en su margen septentrional el Puerto de San Salvador –cerca de la actual Dolores que se encuentra en el margen meridional– dejando una pequeña guarnición en dicho fuerte que fue destruido en 1530 por los yaros y charrúas.
Al continuar con la expedición, descendieron por el río hasta llegar de nuevo al Río de la Plata, remontaron algún brazo del delta del Paraná y así el río homónimo hasta llegar a la desembocadura del río Carcarañá, y en este sitio –actual Puerto Gaboto– el 9 de junio de 1527, fundó el fuerte Sancti Spiritu que fue destruido en septiembre de 1529 por los timbúes, por lo que huyeron hacia el Puerto San Salvador. Cuando Caboto estaba en el río Paraná llegó Diego García de Moguer a Sancti Spiritus que estaba en viaje a la Especiería y se sumó a la exploración que avanzó hasta el río Pilcomayo. Como consecuencia de las derrotas sufridas a manos de los aborígenes locales la expedición decidió regresar a España en octubre de 1530, aprovechando los charrúas a incendiar la abandonada ciudad y quedando el territorio sin poblaciones europeas.
En la Junta de Badajoz-Elvas de 1524 los expertos españoles sostuvieron que la línea demarcatoria del Tratado de Tordesillas pasaba por los 46° 36' oeste (coincidente con São Paulo), pero los portugueses la situaban al este del Río de la Plata, por lo que el rey Juan III de Portugal envió a Martim Afonso de Sousa a colonizarlo. Diversos contratiempos hicieron que no llegara hasta allí y fundara el 22 de enero de 1532 la primera villa del Brasil en São Vicente.

## Período de los adelantados

### Capitulación de Pedro de Mendoza

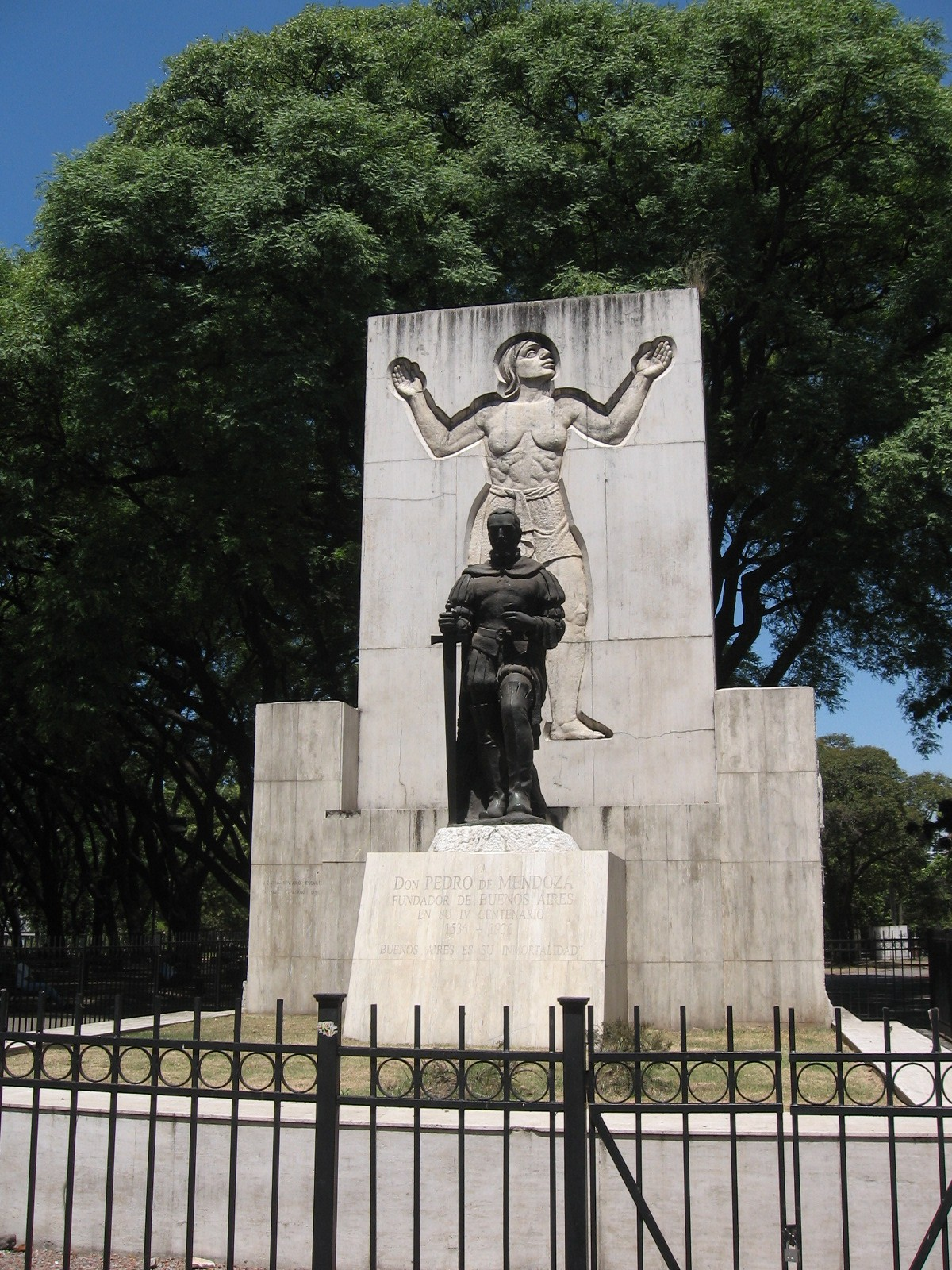
Monumento a Pedro de Mendoza en Buenos Aires, Argentina.

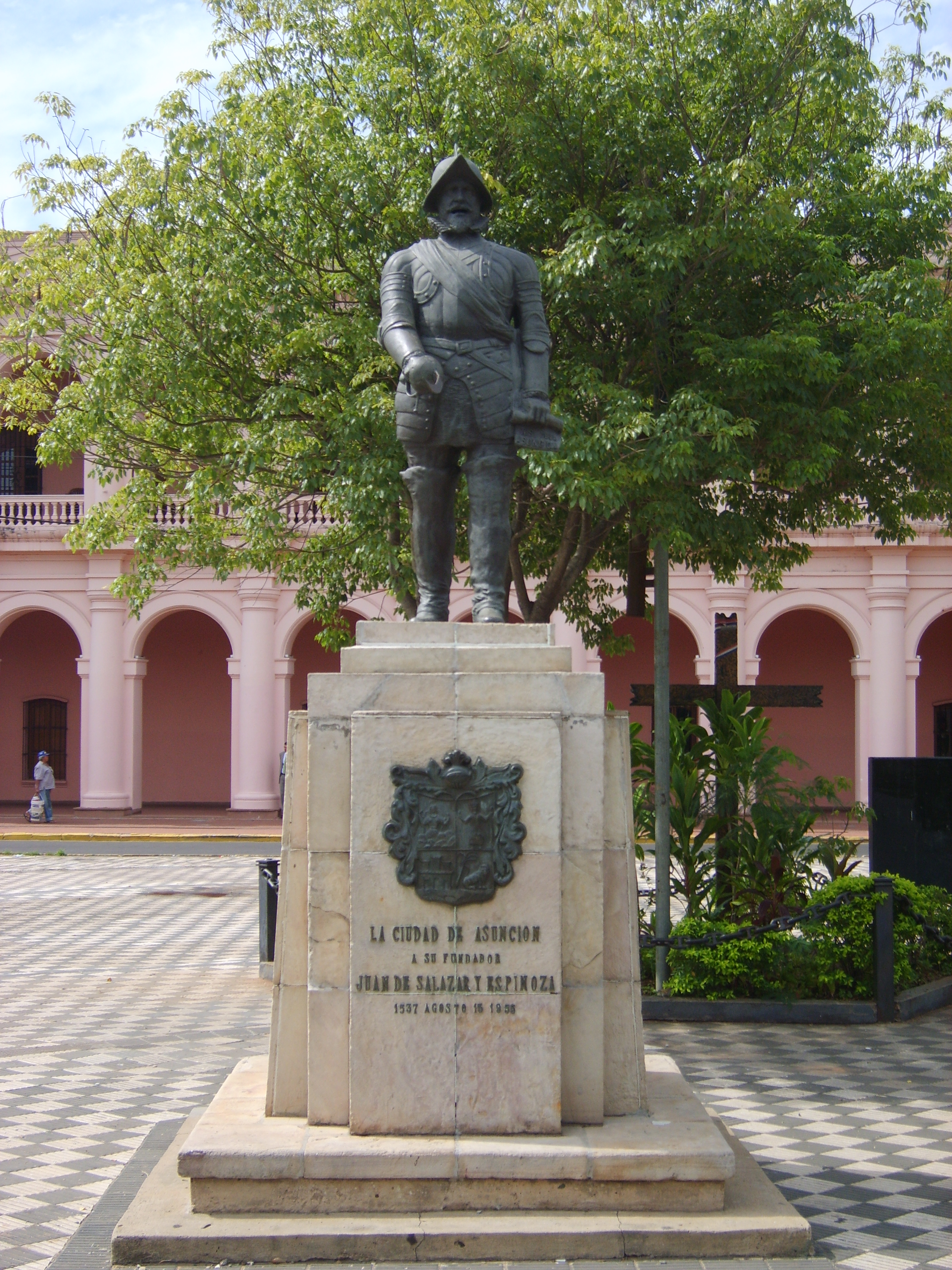
Estatua a Juan de Salazar, en Asunción.

Efectuada la conquista del Imperio inca, y ante la amenaza de que el Río de la Plata fuera ocupado por Portugal, el emperador Carlos I dividió el territorio al sur del Ecuador en 4 gobernaciones, capitulando el 21 de mayo de 1534 con Pedro de Mendoza para conquistar y colonizar la región de la cuenca del Río de la Plata. Mendoza fue designado vitaliciamente (y con derecho a nombrar un heredero) gobernador (mando político), capitán general (mando militar), adelantado (descubridor y conquistador de nuevos territorios), teniente de las fortalezas que edificare, y alguacil mayor (supremo juez de 1° y 2° instancia en lo civil y criminal) de la gobernación de Nueva Andalucía que debía establecer. 

Por cuanto vos don Pedro de Mendoza, mi criado y gentil hombre de mi casa, me hicisteis Relación que por la mucha voluntad que me tenéis de nos servir y del acrecentamiento de nuestra corona Real de Castilla os ofrecéis de ir a conquistar y poblar las tierras y provincias que hay en el Río de Solís que llaman de la Plata donde estuvo Sebastián Gaboto, y por allí calar y pasar la tierra hasta llegar a la mar del Sur, y de llevar de estos nuestros reinos a vuestra costa y misión mil hombres, los quinientos en el primer viaje en que vos habéis de ir con el mantenimiento necesario para un año y cien caballos y yeguas, y dentro de los dos años siguientes los otros quinientos, con el mismo vestimento y con las armas y artillería necesaria, y así mismo trabajaréis de descubrir todas las islas que estuviesen en paraje del dicho Río de vuestra gobernación en la dicha mar del Sur en lo que fuere de los límites de vuestra demarcación, todo a vuestra costa y misión, sin que en ningún tiempo seamos obligados a vos pagar ni satisfacer los gastos que en ello hiciereis más de lo que en esta capitulación os será otorgado (...)
Capitulación de Pedro de Mendoza

Fijando luego la extensión de la gobernación:

Primeramente os doi licenzia y facultad para que por nos y en nuestro nombre y de la Corona Real de Castilla podais entrar en el dicho río de Solís que llaman de la Plata hasta la mar del Sur donde tengais doscientas leguas de luengo de costa de gobernación que comience desde donde se acaba la gobernazion que tenemos encomendada al Mariscal don Diego de Almagro hazia el Estrecho de Magallanes, y conquistar y poblar las tierras y provincias que oviese en las dichas tierras (...) entendiendo ser cumplidero al servicio de Dios y nuestro y por honra nuestra persona y por vos hazer merced prometemos de vos hacer nuestro gobernador y capitan general en las dichas tierras y provincias y pueblos del Rio de la Plata y en las dichas doszcientas leguas de costa del mar del Sur que comienzan desde donde acaban los límites que como dicho es tenemos dado en gobernación al dicho Mariscal don Diego de Almagro por todos los dias de nuestra vida con salario de dos mill ducados de oro en cada un año y dos mill de ayuda de costas.

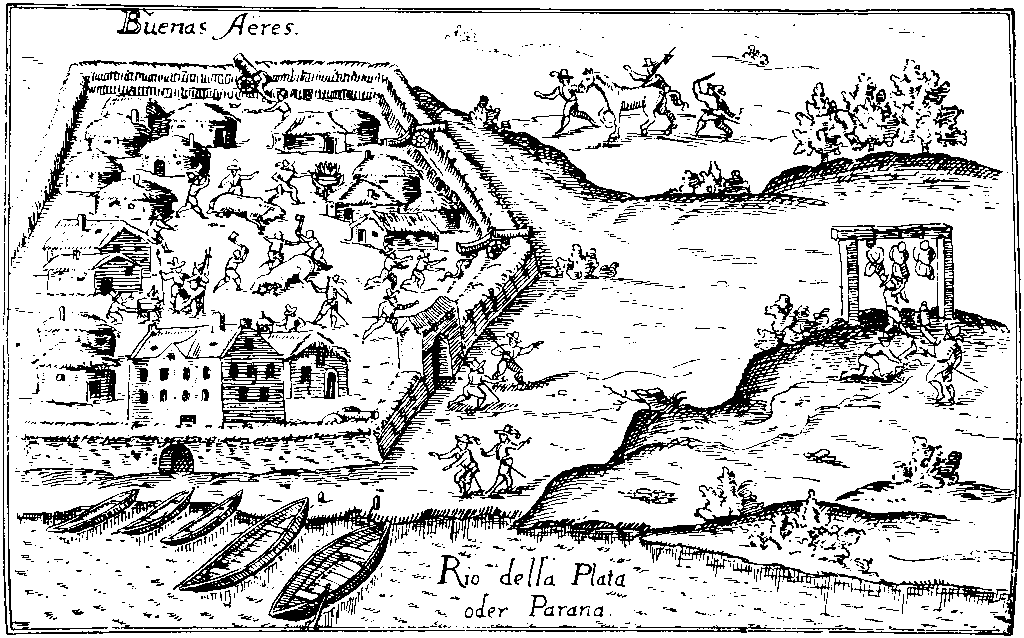
Buenos Aires poco después de su fundación por Pedro de Mendoza (dibujo del libro de Ulrico Schmidl, miembro de la expedición, 1536).

El 24 de agosto de 1535 Mendoza zarpó del puerto de Sanlúcar de Barrameda con unos 3000 hombres, y el 22 de enero de 1536 se hizo jurar y reconocer como gobernador en la isla San Gabriel. El 3 de febrero de 1536 fundó el puerto de Nuestra Señora del Buen Ayre, que fue la primera fundación de Buenos Aires.
Juan de Ayolas fundó cerca de donde estuvo el fuerte Sancti Spiritus el fuerte de Corpus Christi el 15 de junio de 1536. A fines de septiembre de 1536 Mendoza viajó a Corpus Christi y lo trasladó 4 leguas más al sur fundando el fuerte de Nuestra Señora de la Buena Esperanza. Poco después el fuerte volvió a establecerse en Corpus Christi y allí se refugiaron los españoles cuando los indígenas incendiaron el puerto de Nuestra Señora del Buen Ayre en diciembre de 1536 (reconstruido poco después). Mendoza envió a Ayolas a explorar el río Paraná, pero enfermo y desanimado delegó el mando a Francisco Ruiz Galán como teniente de gobernador de Buen Ayre, Corpus Christi y Buena Esperanza hasta que Ayolas regresara y decidió embarcarse rumbo a España el 22 de abril de 1537, falleciendo en el viaje el 23 de junio de 1537.
Tras vencer a los guaraníes el 2 de febrero de 1537 Ayolas fundó una fortificación a orillas del río Paraguay a los 20° 41' sur, a la que llamó Fuerte de Nuestra Señora de la Candelaria o Puerto de la Candelaria, en donde dejó como teniente de gobernador al capitán Domingo Martínez de Irala. Ayolas exploró el Chaco Boreal, excediendo los límites de la gobernación, y en el regreso en 1538 murió a manos de los payaguás sin haber asumido el mando delegado por Mendoza. 
En busca de Ayolas Juan de Salazar fundó el 15 de agosto de 1537 Nuestra Señora de la Asunción, y cuyo nombre en idioma guaraní es Paraguay. Martínez de Irala abandonó el Puerto de la Candelaria y el 18 de noviembre de 1538 tomó el mando de Asunción. En noviembre de 1538 llegó el veedor del Río de la Plata Alonso de Cabrera, quien llevaba la confirmación real de Ayolas como gobernador y la instrucción de que si este muriera, fuera elegido por el pueblo su sucesor. El 23 de junio de 1539 Cabrera pudo comprobar efectivamente el poder entregado por Juan de Ayolas a Martínez de Irala, por lo que dispuso en forma definitiva fuera reconocido este último como legítimo gobernador interino y capitán general de todas las tierras del Río de la Plata con sede en Asunción.
Corpus Christi fue destruido por los caracaráes el 3 de febrero de 1539 y por orden de Irala a fines de junio de 1541 fue abandonado el puerto de Nuestra Señora del Buen Ayre, quedando Asunción como única población.
Por real cédula del 26 de febrero de 1538 el rey creó la Real Audiencia de Panamá incorporando el Río de la Plata a su territorio jurisdiccional, pero el 20 de noviembre de 1542 se dispuso su disolución.

... de la provincia de Tierra Firme llamada Castilla del Oro y provincias del rio de la Plata, y el estrecho de Magallanes a Nueva Toledo y Nueva Castilla llamada Perú, e rrio de San Juan Nicaragua e Cartagena, e Ducado de Carabaro y otras qualesquier yslas e provincias ansi por la mar del sur como por la mar del norte.

Según la historiografía chilena, específicamente los límites de la gobernación habrían estado, al norte, a los 25° 31' 36'' sur (línea de Taltal a Curitiba) y 200 leguas hacia el sur (entonces había 17,5 leguas por grado de meridiano) se llegaría al paralelo 36° 57' 09'' sur (línea de Coronel a Pinamar) por lo que comprendía las actuales repúblicas del Paraguay desde Asunción hacia el sur, el centro de Chile, el centro de Argentina, Uruguay y el sur del Brasil desde la parte meridional de su estado de Paraná.

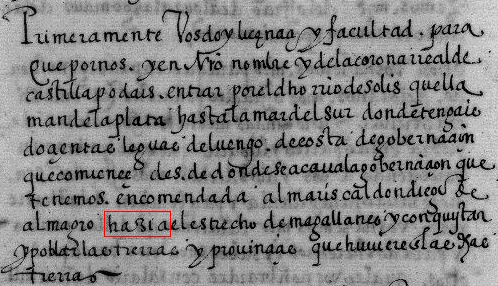
Extracto de la capitulación con Pedro de Mendoza, 21 de mayo de 1534, destacándose la palabra "hazia".

Según el jurista Vicente Quezada y parte de la historiografía argentina, la gobernación se habría extendido desde el río de la Plata por la costa del océano Atlántico "hasta" el estrecho de Magallanes, más 200 leguas de costa en el océano Pacífico desde la boca occidental del Estrecho.
Sin embargo, Quesada ha sido acusado de omitir la capitulación de Alcazaba, suponiendo que la gobernación de Pedro de Mendoza habría llegado "hasta" el estrecho de Magallanes, y no que las 200 leguas iban en dirección sur "hacia" dicho estrecho, pero sin llegar a él, como dice el documento original, por lo que se describe su transcripción de la real cédula como errónea en esa palabra que cambia su significado. La acusación sobre la omisión de la capitulación de Alcazaba es injustificada, por cuanto Quesada se ocupa de ésta en el capítulo 2 y 3 de su obra titulada "Historia colonial argentina".

### Capitulación de Gregorio de Pesquera Rosa
Estando aun en vigor la capitulación de Pedro de Mendoza, el 21 de agosto de 1536 la reina Juana I de Castilla firmó una capitulación con Gregorio de Pesquera Rosa otorgándole una concesión de 50 leguas de costa a contar desde la isla de Cananéia hasta el río de Santa Catalina, y 100 leguas hacia el interior. La capitulación tenía el objeto de cultivar especias (criar y granjear) durante 20 años, para lo cual el 9 de septiembre de 1536 fue nombrado gobernador con derecho a designar un heredero, reteniendo la corona un tercio de los beneficios que se produjeran.

Primeramente darémos licencia y facultad á vos el dicho Gregorio de Pesquera Rosa, para que vos, ó quien nuestro Poder hoviere podays fazer criar y grangear la dicha especeía en cinquenta leguas de la dicha costa del rio de la Plata y ciento la tierra adentro que comienta desde donde dicen la Cananea hazia el rio de Santa Catalina, y proyvimos y defendemos que por tiempo de veynte anos primeros syguientes que corran y se cuenten desde el dia de la fecha de esta capitulacion otra persona ni personas algunas no puedan fazer ni benificiar la manera de especeria que vos poziredes y criades y granjeardes asi en la dicha costa del dicho rio de la Plata como en las otras y Provincias e yslas de nuestras yndias descubiertas y por descubrir, con tanto que todo el provecho que se hubiere de la dicha especeria en los dichos veynte anos se reparta en esta manera, la una tercera parte para nos y las otras dos tercias partes para vos, el dicho Gregorio de Pesquera Rosa, y para vuestros herederos susecores sin descontar costas algunas.

El área concedida se solapaba con las donaciones hechas por el rey de Portugal en 1534, la capitanía de San Vicente (que llegaba hasta la isla de Mel) y la capitanía de Santana (hasta Laguna), y también con lo capitulado con Pedro de Mendoza, y poco después el rey mandó rasgar la capitulación y quedó sin efecto.

### Capitulación de Álvar Núñez Cabeza de Vaca

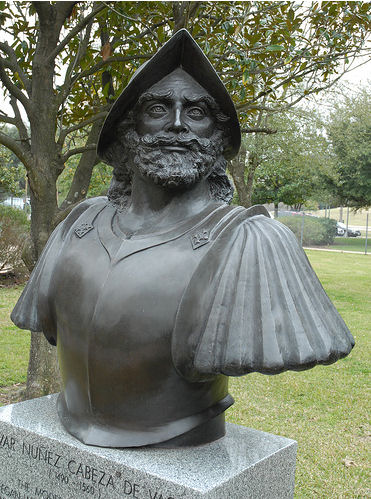
Monumento a Álvar Núñez Cabeza de Vaca en Houston (Texas).

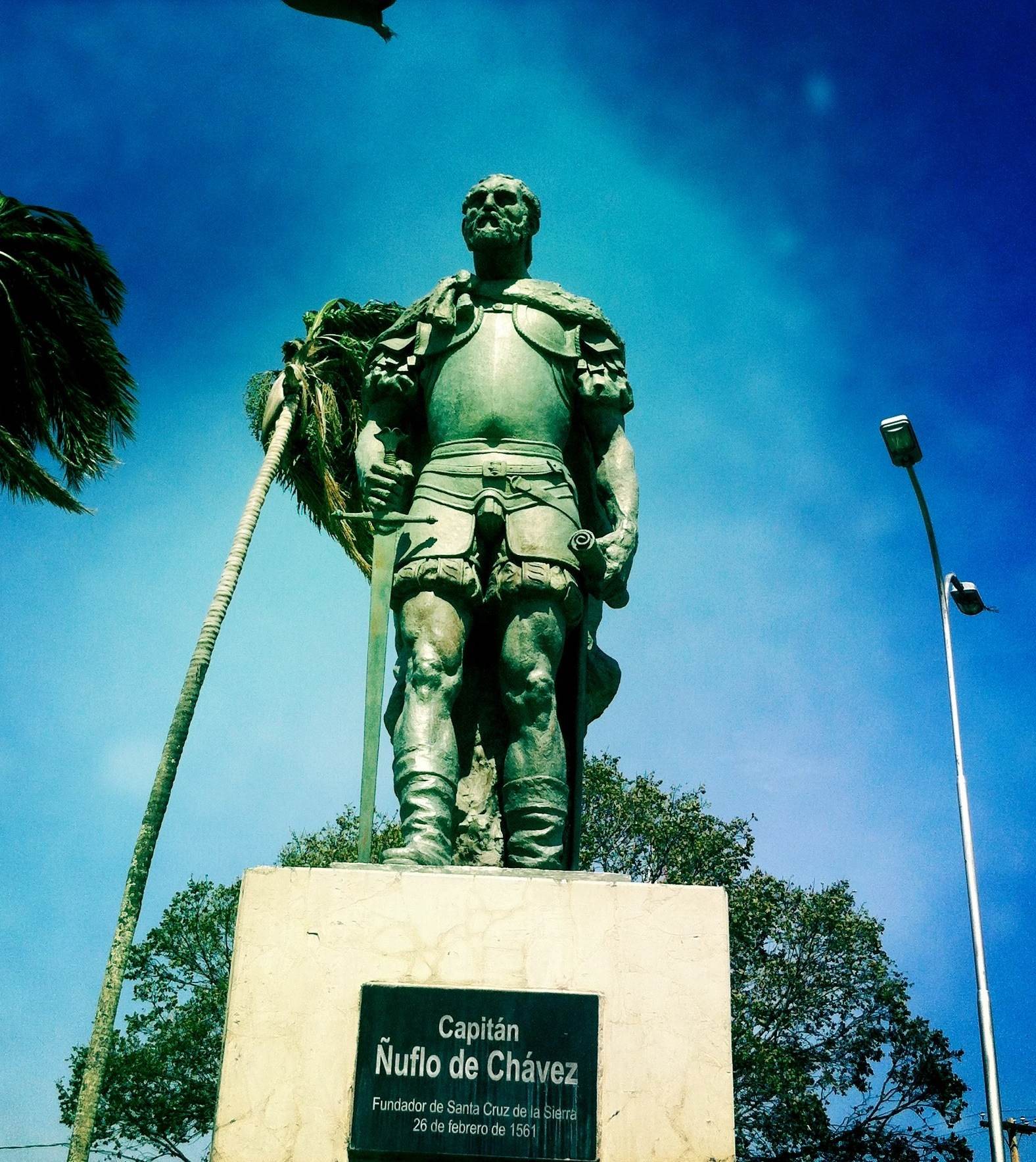
Monumento al capitán Ñuflo de Chaves en Santa Cruz de la Sierra, Bolivia.

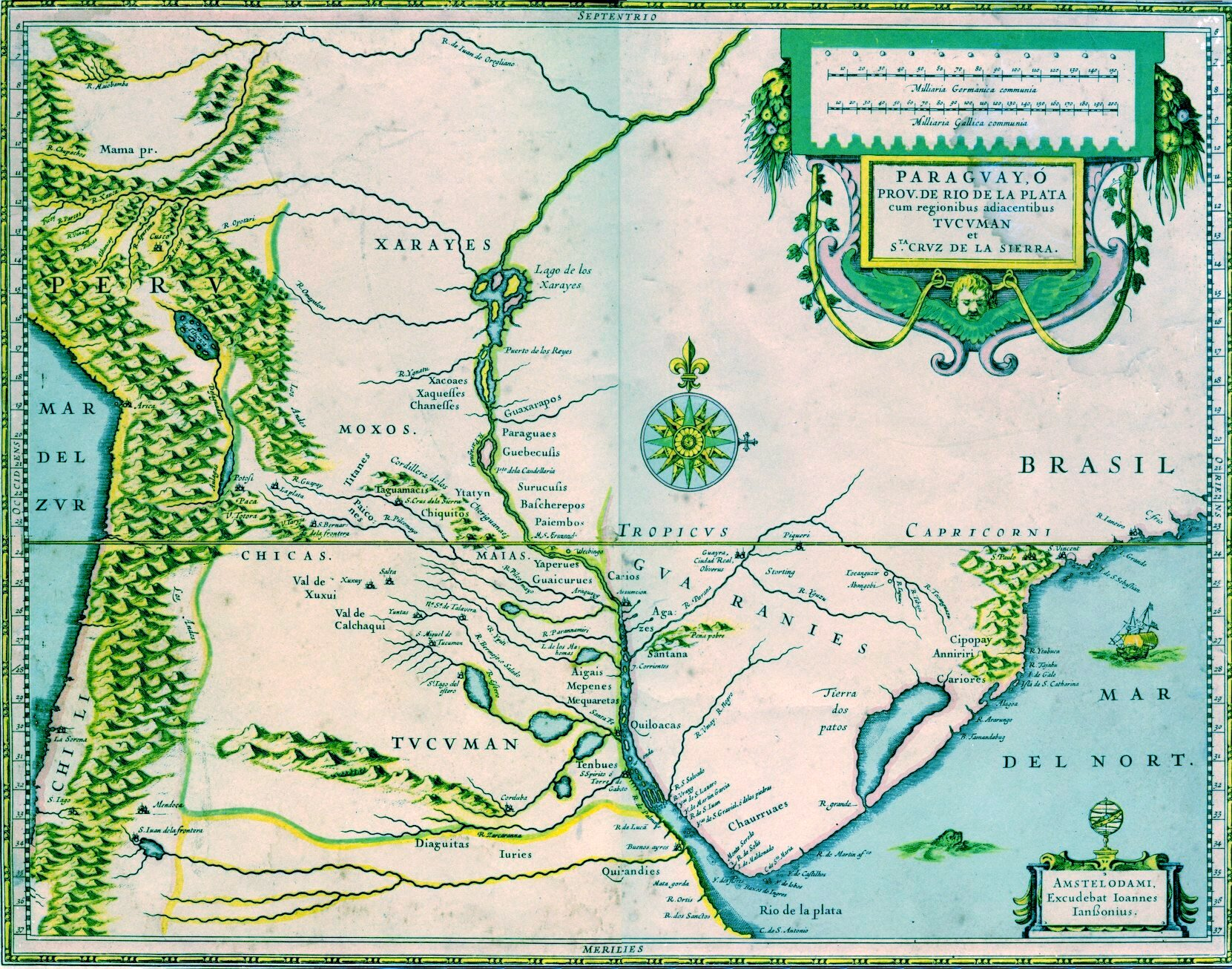
Gobernación del Río de la Plata, mapa en torno a 1600.

Luego de que Mendoza muriera sin designar heredero, Carlos I firmó una capitulación con Álvar Núñez Cabeza de Vaca el 18 de marzo de 1540 para el mismo territorio. Como no se conocía el destino de Ayolas -a quien Mendoza designó su lugarteniente- el rey concedió el gobierno provisional de la provincia a Núñez Cabeza de Vaca, quedando subordinado a Ayolas si reaparecía, excepto por la isla de Santa Catalina en la que se le otorgaba una merced por 12 años. Faltando Ayolas Álvar Núñez Cabeza de Vaca sería vitalíciamente gobernador, capitán general, alguacil mayor, teniente de las dos fortalezas que podía construir y el 24 de abril de 1540 se le agregó el título de adelantado. 

Os daremos título de nuestro gobernador y capitán general de las dichas tierras y provincias que así estaban dadas en gobernación al dicho D. Pedro de Mendoza y de las dichas dozientas leguas de costa en la dicha mar del Sur y de la Isla de Santa Catalina, por todos los días de vuestra vida con salario de dos mil ducados en cada un año, de los cuales aveis de gozar desde el día que os hizieredes a la vela (...)

Álvar Núñez Cabeza de Vaca partió el 2 de noviembre de 1540 con tres barcos y 400 soldados, llegando al puerto de San Francisco y a la isla de Santa Catalina el 29 de marzo de 1541. En esta isla perdió dos barcos, por lo que desde allí viajó por tierra hasta Asunción, a donde llegó el 1 de marzo de 1542 tras descubrir las cataratas del Iguazú y tomar posesión de las tierras que denominó Campos de Vera. No estando vivo Ayolas, asumió el gobierno el 13 de marzo de 1542. 
Irala fue nombrado maestre de campo por el adelantado y partió al frente de una expedición en busca de la sierra de la Plata. El 6 de enero de 1543 Irala fundó la ciudad de Puerto de los Reyes a orillas del río Paraguay y de la laguna de Jarayes, sobre las costas de la laguna La Gaiba. Desde allí llegó en sus exploraciones hasta el Alto Perú, ya conquistado por otros españoles. El 26 de noviembre de 1543 arribó el adelantado a la nueva población y procedería a hacer una exploración por la región para regresar al puerto el 16 de diciembre del mismo año. El 23 de marzo de 1544 el adelantado consultó a sus capitanes sobre el hecho de abandonar la nueva población o continuar habitándola, por lo cual decidirían por lo primero y partieron todos del Puerto de los Reyes, y llegarían enfermos y cansados el 8 de abril a la ciudad de Asunción.
El 25 de abril de 1544 Álvar Núñez Cabeza de Vaca fue destituido por una sublevación que restauró a Domingo Martínez de Irala como lugarteniente del gobernador y capitán general por elección de los sublevados, y fue enviado preso a España en 1545. La justificación fue: El adelantado Cabeza de Vaca gobernaba tiránicamente, excediéndo en todo la orden de S. M. En 1545 Irala realizó una expedición al Chaco Boreal, dejando como su lugarteniente a Francisco de Mendoza. Al regresar a Asunción en 1549, encontró que una sublevación había decapitado a Francisco de Mendoza, que él había sido depuesto de su cargo el año anterior, que fue elegido Diego de Abreu como teniente de gobernador general de Asunción, y que habían obligado al capitán Gonzalo de Mendoza a que se proclamara gobernador interino. Por nueva elección Irala fue repuesto el 13 de marzo de 1549, quien hizo ajusticiar a Abreu y nombró como teniente de gobernador de Asunción a Gonzalo de Mendoza.
En septiembre de 1548 Martínez de Irala envió a Lima a Ñuflo de Chaves a solicitarle el nombramiento del primero como gobernador del Río de la Plata al presidente de la Real Audiencia de Lima. El 20 de diciembre de 1548 el presidente Pedro de La Gasca, dentro de la jurisdicción que fuera de la gobernación de Nueva Toledo, nombró a Diego Centeno como gobernador, quien se negó y murió antes de asumir. Le asignaba una jurisdicción al norte de Asunción, desde el trópico de Capricornio hasta el Mato Grosso:

...por términos i limites toda la tierra que se contiene Leste a Oeste, desde los confines del Cuzco i de los Charcas, hasta los términos del Brasil, entre los dos paralelos, que el uno responde al Trópico de Capricornio, que por otro nombre se llama Antártico, que dista veinte i tres grados treinta i tres minutos de la Equinocial, hacia la parte del Sur; y el paralelo que hacia la misma dista de la Equinocial catorce grados procediendo Norte a Sud derecho meridiano, con que si fundase fuera de estos límites algun pueblo o pueblos, creyendo poblar dentro de su gobernacion, le tuviere debaxo de ella hasta que otra cosa se proveyese.

### Capitulación de Juan de Sanabria
El tercer adelantado, Juan de Sanabria, firmó su capitulación el 22 de julio de 1547 en la villa de Aranda de Duero. Se le daba por dos vidas los títulos de adelantado, gobernador, capitán general, alguacil mayor y teniente de las dos fortalezas que podía edificar. Debía fundar una ciudad sobre el Río de la Plata y otra en la costa del Brasil. Su territorio difería del otorgado a los anteriores adelantados y su límite sur se apoyaba en el paralelo 31° sur, desde donde se contaban hacia el norte 200 leguas. Se le asignaba además los territorios que quedaban al sur del paralelo 31° sur entre el Río de la Plata-Paraná y la costa del Atlántico, por lo que la despoblada Buenos Aires quedaba fuera de la jurisdicción. Considerando que la legua era 17,5 por grado, el límite norte se apoyaba en el paralelo 19° 34' 17'' sur, desde Pisagua a Uberaba, en donde alcanzaba la línea del Tratado de Tordesillas y descendía hasta Cananéia. Seguía hacia el sur por la costa atlántica, el Río de la Plata y el Paraná hasta cerca de Santa Elena (Entre Ríos), desde donde iba al oeste hasta alcanzar el océano Pacífico en La Cebada.

Primeramente, doy licencia y facultad a vos el dicho capitan Juan de Sanabria, para que por Su Magestad y en su nombre y de la Corona Real de Castilla y Leon podais descubrir y poblar por nuestras contrataciones dozientas leguas de costa de la boca del Río de la Plata y lo del Brasil que comienzan a contarse desde treinta y un grado de altura del Sur y de allí hayan de continuarse hacia la equinocial. E ansí mismo podeis poblar un pedazo de tierra que queda desde la entrada de dicho río sobre la mano derecha hasta los dichos treinta y un grados de altura. En el qual habeis de poblar un pueblo e habeis de tener entrada por el dicho rio la qual entrada ansí mismo han de tener todos los demas con quien Su Magestad tomare asiento para descubrimiento de lo que tuviese por descubrir en los treinta y un grados como todo lo de la mano izquierda hasta llegar a lo que está contratado con el Obispo de Plascencia, las cuales dichas dozientas leguas salgan todas ansí en ancho hasta la mar del Sur, el qual dicho descubrimiento e población podais hacer con tanto que si por qualquier parte que bais halláredes que alguno otro gobernador o capitan oviese descubierto e poblado algo en la dicha tierra y estuviese en ella al tiempo que vos llegaredes, que en perjuicio de lo que ansí entremeteis a entrar en cosa de lo que oviese descubierto y poblado, aunque lo halleis en los limites de vuestra gobernacion; porque se escusen los inconvenientes que de semejantes cosas han sucedido hasta aquí, escepto si fuere alguno de los pobladores de la dicha provincia del Río de la Plata que a estos tales mandamos que os tengan por nuestro gobernador de la dicha provincia conforme a las provisiones que para ello llevais, y os dexen la jurisdicción de todo lo que hubiesen descubierto y poblado y os tengan por nuestro gobernador como dicho es, no obstante quellos lo hayan poblado. E avisarnoreis de lo que pasare en caso que halleis algun gobernador o capitan que no sea de los pobladores de la dicha provincia (...)

Antes de partir hacia América Juan de Sanabria murió a fines de 1548, por lo que su hijo Diego de Sanabria firmó una capitulación el 12 de marzo de 1549 para continuar con la de su padre. Mientras se demoraba la expedición el rey Carlos I nombró como gobernador a Francisco Alanís de Paz el 25 de octubre de 1549, pero no se embarcó a su destino. A principios de 1552 Diego de Sanabria adelantó a Juan de Salazar con parte de la expedición, en la que fue también fue su madre Mencia Calderón. Llegaron a la isla de Santa Catalina en donde la expedición se dividió por desavenencias entre los capitanes Salazar y Hernando de Trejo, permaneciendo el primero dos años entre los portugueses de la capitanía de San Vicente antes de pasar a Asunción y el segundo se estableció en San Francisco de Mbiaza -fundada por Mencia Calderón a fines de 1552- que debió abandonar por hostilidad de los portugueses hasta mayo de 1554. En 1555 partieron hacia Asunción al ser atacada la población por corsarios franceses. 
Diego de Sanabria partió con el resto de la expedición, que fue a dar al mar Caribe, desde donde pasó al Perú y luego a Potosí. El 4 de noviembre de 1552 el rey puso fin a la capitulación de Sanabria por incumplimiento. 

### Domingo Martínez de Irala y sucesores interinos

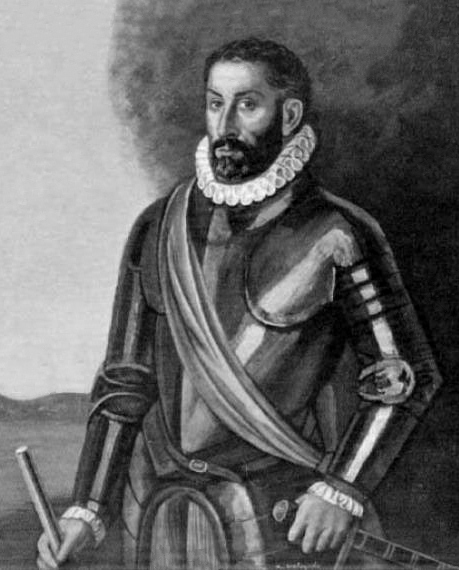
Domingo Martínez de Irala.

En 1554 Irala envió a España a su sobrino Esteban de Vergara para que diese cuenta al rey de sus servicios y vicisitudes y, en recompensa, el rey lo nombró gobernador del Río de la Plata. El nombramiento llegó a Asunción el 28 de agosto de 1555 llevado por el primer obispo del Río de la Plata, Pedro Fernández de la Torre. 

(...) Que Diego de Sanabria no habiendo cumplido con la capitulación que se tuvo con Juan de Sanabria para llevar socorro a la Provincia del Río de la Plata, estaba bajo su gobierno y porque al servicio de Dios Nuestro Señor y mío conviene que haya persona que tenga la dicha gobernación y acatando a lo que vos Domingo de Irala nos habeis servido y que sois persona tal, que de vuestra fidelidad y diligencia confio el mejor servicio de Dios y mío y bien comun de dicha provincia, vecinos y moradores de ella, es mi voluntad de vos proveer por gobernador y capitan general de dicha provincia del Rio de la Plata.

Durante el gobierno de Martínez de Irala el capitán Juan Romero en 1552 fundó la Villa de San Juan sobre el río San Juan en el departamento de Colonia (Uruguay), que fue inmediatamente destruida por los charrúas. El capitán García Rodríguez de Vergara fundó en 1554 la Villa de Ontiveros al este del río Paraná y al norte del salto del Guayrá.
Martínez de Irala murió el 3 de octubre de 1556 y lo sucedió como gobernador interino Gonzalo de Mendoza. El 26 de febrero de 1557 el rey ordenó al gobernador que fundara un pueblo en donde estaba San Francisco de Mbiaza y otro entre este y Asunción. Ese año Ruy Díaz de Melgarejo trasladó la Villa de Ontiveros a una nueva población denominada Ciudad Real del Guayrá, ubicada cerca de 3 leguas al norte de la confluencia del río Paraná con el río Piquirí. 
Ñuflo de Chaves fue enviado desde Asunción a fundar una ciudad en la región de la laguna de los Xarayes, para lo cual partió en 1558 con 23 navíos por el río Paraguay. Como el lugar elegido le pareciera malsano y guiado por los informes de los lugareños sobre la presencia de oro, abandonó el proyecto original y con una parte de sus soldados atravesó el Chaco Boreal, fundando el 1º de agosto de 1559 a orillas del río Guapay el pueblo de Nueva Asunción de la Barranca (pero destruida por lo aborígenes en 1564 y refundada por el teniente de gobernador Lorenzo Suárez de Figueroa con el nombre de San Lorenzo de la Barranca en 1590, hasta que fuera trasladada en 1595).
Cerca de allí Chaves se encontró con Andrés Manso que desde el Perú intentaba fundar una gobernación entre los chiriguanos y para evitar una confrontación sometieron la disputa al virrey del Perú. El 15 de febrero de 1560 el virrey del Perú nombró a su hijo, García Hurtado de Mendoza, gobernador de la provincia de Moxos, desconociendo jurisdicción del Río de la Plata allí. Como residía en Chile nombró su lugarteniente a Ñuflo de Chaves. Andrés Manso no se conformó con el dictamen, resistió las órdenes virreinales y preso fue enviado a La Plata. Trasladando San Lorenzo de la Barranca, el 26 de febrero de 1561 Chaves fundó la ciudad de Santa Cruz de la Sierra. En 1564 Ñuflo de Chaves quedó como gobernador de ambas gobernaciones reunidas como gobernación de Santa Cruz de la Sierra. 
Gonzalo de Mendoza falleció el 21 de julio de 1558 y fue elegido gobernador interino Francisco Ortiz de Vergara. Convencidos por Ñuflo de Chaves, Ortiz de Vergara, el obispo y gran parte de la población asuncena iniciaron un fallido éxodo el 19 de octubre de 1564. Como interino en Asunción dejó a su lugarteniente Juan de Ortega.
El 1º de octubre de 1566 el rey contestó una carta al presidente de Lima La Gasca aprobando sus acciones y decidiendo incorporar los territorios de la gobernación de Nueva Andalucía del Río de la Plata al distrito de la Real Audiencia de Charcas y al Virreinato del Perú:

Cuanto á lo que decis, que habiendo tenido por nueva cierta que venian 300 hombres del rio del Paraguay del Plata, sin saber cosa cierta si venian á proseguir la conquista de los moros que tenia á su cargo Nuflo de Chaves, ó á esa tierra que pretendian ser en derecha conquista bien armados y sin esperanzas de volver donde salian,  procurasteis que cesase su venida, y que así por ahora ha cesado, y el obispo y otros vecinos del Paraguay os han escrito pidiéndoos justicia porque la tienen, y que á causa de se os haber acortado el distrito, que no llega allá con 200 leguas, no habéis proveido nada hasta que por nos os mande lo que debéis hacer; y porque habréis visto por la provisión que se os ha enviado á aquellas provincias las habemos mandado poner debajo del distrito de esa audiencia, vosotros de aqui adelante podréis proveer lo que os pareciere y viereis que mas convenga á nuestro servicio y bien de aquella tierra.

El 20 de febrero de 1567 el presidente de la Audiencia de Lima, Lope García de Castro, depuso a Ortiz de Vergara y nombró a Juan Ortiz de Zárate como gobernador interino del Río de la Plata (Juan de Ortega volvió a su puesto de teniente de gobernador de Asunción hasta el 31 de julio de 1569) a condición de que consiguiera la confirmación real, por lo que viajó a España dejando interinamente el 11 de diciembre de 1568 a Felipe de Cáceres como gobernador. 
El 8 de diciembre de 1568 Juan de Garay fue designado como alguacil mayor de las provincias del Plata. Bajo este cargo, a finales de 1569 dio la orden al capitán Ruy Díaz de Melgarejo para fundar una ciudad en el Guayrá que se llamaría Villa Rica del Espíritu Santo, lo que hizo el 14 de mayo de 1570 entre las nacientes de los ríos Piquiri e Ivaí.
El 14 de julio de 1572 Felipe de Cáceres fue depuesto por acusación de herejía, encarcelado y enviado a España. El teniente de gobernador de Asunción, Martín Suárez de Toledo, pasó a ser gobernador interino del Río de la Plata, y ejerciendo el gobierno le encargó a Juan de Garay una expedición por el río Paraná con el objetivo de fundar un pueblo que facilitara a la ciudad de Asunción la salida marítima, fundando el 15 de noviembre de 1573 la ciudad de Santa Fe de la Vera Cruz. El 2 de marzo de 1574 Garay fue elegido por el cabildo santafesino como teniente de gobernador de Santa Fe.

### Capitulación de Jaime Rasquín
A fines de enero de 1557 Jaime Rasquín, quien había participado de la expedición de Núñez Cabeza de Vaca, presentó al Consejo de Indias un memorial sobre las necesidades del Río de la Plata y un plan de fundaciones pidiendo ser nombrado gobernador. El 30 de diciembre de 1557 el rey Felipe II de España firmó una capitulación con Rasquín por la que en 4 años se comprometía a fundar 4 ciudades:

...hemos acordado, de mandar hazer quatro poblaciones de Nuestros vasallos en las dichas provincias; conviene á saber, un pueblo en la costa del Brasil, dentro de Nuestra demarcación, en la parte que dicen Sant Francisco, y otro treinta leguas mas arriba hacia el rio de la Plata, donde dicen el Viasa que por otro nombre se llama el Puerto de los Patos, y entrando en el rio de la Plata, otro pueblo, donde dice Sant Gabriel, y el dicho rio arriba, otro pueblo, donde dicen Sancti-Spiritus...por quanto Somos informados que las dichas poblaciones que ansí habeis de hazer no se podrian sustentar ni permanecer si no fueren socorridos del pueblo de Guaira, que por otro nombre se llama la villa de Ontiveros, y es Nuestra merced y voluntad, que el dicho pueblo esté a vos sujeto y sea de vuestra governacion, y governado por vos y vuestros lugartenientes, porque si necesario es Nos le apartamos y sacamos de la governacion del Paraguay y que tiene Domingo de Irala, y le sujetamos a la vuestra...

Recibió los cargos vitalicios de gobernador y capitán general de San Francisco y de las ciudades que estableciera y teniente de las dos fortalezas que podía edificar en San Francisco y la isla San Gabriel. 

...poblado y asentado el dicho pueblo de Sant Francisco dentro de los dichos quatro años haueys de poblar los otros tres pueblos comentando por el puerto de los patos y después por San Gabriel y el postrero ha de ser Santispíritus...Y porque con más voluntad, vos el dicho Jaime Rasquín, hagais y cunplais todo lo suso dicho es nuestra merced y voluntad de hazeros nuestro Gobernador y Capitán General por todos los días de vuestra vida de todas las dichas quatro poblaciones y de todas las demás que vos poblardes en docientas leguas desde el Río de la Plata donde habeis de hazer las dos poblaciones de las quatro hasta el estrecho de Magallanes derechamente por la costa del mar del norte y abeis de llevar de Nos en cada un año de salario y ayuda de costa tres mill y quinientos ducados...

El 13 de enero de 1558 se lo nombraba también gobernador de Asunción si Irala había muerto, pero no podía agregarla a su gobernación. El 13 de febrero de 1558 se lo autorizó a nombrar un gobernador interino para el caso de que él falleciera. El 15 de septiembre de 1558 se le ordenó desalojar a los franceses de Río de Janeiro (colonia de Francia Antártica) y establecerlos en San Francisco y Sancti Spiritu. El 14 de marzo de 1559 zarpó desde Sanlúcar de Barrameda con tres naves, pero tras la deserción de una de ellas, las otras dos se dirigieron a La Española abandonando la expedición.

### Capitulación de Juan Ortiz de Zárate

Superposición de jurisdicciones de la gobernación del Plata y la gobernación de Chile entre 1570 y 1661 según Manuel Ravest Mora.

En 10 de julio de 1569, el rey capituló con Juan Ortiz de Zárate, nombrándolo adelantado perpetuo, gobernador y capitán general por dos vidas, alguacil mayor y teniente de 3 fortalezas que podía construir: 

Primeramente, os hacemos merced de la Gobernación del Río de la Plata, así de lo que al presente está descubierto y poblado, como de todo lo demás que de aquí adelante descubrieredes y pobláredes, ansí en las provincias del Paraguay y Paraná, como en las demás provincias comarcanas, por vos y por vuestros capitanes y tenientes que nombráredes y señaláredes, ansi por la costa del Mar del Norte como por la del Sur, con el distrito y demarcación que S. M. el Emperador mi Señor, que haya gloria, la dio y concedió al gobernador Don Pedro de Mendoza, y después a Alvar Nuñez Cabeza de Vaca y a Domingo de Irala, con el salario y quitacion, y por la orden que ellos la tuvieron, por vuestra vida y la de un hijo varon que nombráredes en vuestra vida o al tiempo de vuestro fin y muerte, o como os pareciere; de la cual dicha gobernación se entiende que os hacemos merced sin perjuicio de las otras gobernaciones que tenemos dadas a las Capitanes Zerpa y don Pedro de Silva.
Capitulación con Juan Ortiz de Zárate, 10 de julio de 1569

Ortiz de Zárate recibió inicialmente la misma jurisdicción dada a Pedro de Mendoza, Álvar Núñez Cabeza de Vaca y a Domingo Martínez de Irala, aunque Chile y el Tucumán ya estuviesen gobernadas por otros españoles. A solicitud de Ortiz de Zárate el rey emitió una cédula del 1 de junio de 1570 otorgándole las 200 leguas de costa al sur del Río de la Plata que había antes otorgado a Jaime Rasquín, por lo que el límite sur se desplazó desde los 36° 57' 09'' sur hasta los 48° 21' 15'' sur (línea desde la isla Campana al cabo Guardián) o hasta el estrecho de Magallanes:

...mandamos tomar cierto asiento y capitulacion con Jayme Rasquin sobre el descubrimiento y poblacion de las dichas provincias del rio de la Plata...y de todos los demas pueblos que poblase en docientas leguas desde el dicho rio de la Plata hasta el Estrecho de Magallanes derechamente por la costa del Mar del Norte ... estar subjetos e debajo de la gobernacion de vos, el dicho capitan Juan Ortiz de Zarate, los dichos pueblos declarados e los demas que oviere en las dichas docientas leguas de tierra que dimos en gobernacion al dicho Jayme Rasquin...
Real cédula del 1 de junio de 1570

Según Manuel Ravest Mora, se habría producido una superposición de jurisdicciones en la zona del estrecho de Magallanes entre la gobernación de Chile y la provincia del Plata entre el paralelo 48º 05' sur, cerca de Puerto Deseado, hasta el estrecho de Magallanes por el sur y ambos mares en el oeste y este respectivamente entre 1570 y 1661.
El 11 de diciembre de 1571, el rey ordenó a la Real Audiencia de Charcas vigilar las obligaciones de Ortiz de Zárate respecto de fundar dos poblaciones entre Asunción y Charcas, siendo una excepción a la regla de que los adelantados no dependían de otra jurisdicción en las Indias. 
La expedición zarpó de España el 17 de octubre de 1572. El 26 de noviembre de 1573 arribó a la isla San Gabriel en donde levantó un fortín y decidió renombrar a la provincia como Nueva Vizcaya. El 29 de diciembre de 1573 se produjo el combate de San Gabriel entre charrúas y españoles, en el que los primeros resultaron triunfantes, por lo que debieron retirarse a la isla Martín García dejando sólo una guardia en la anterior. En mayo de 1573 fundó cerca de la desembocadura del río San Salvador la Ciudad Zaratina o San Salvador, en el mismo sitio en donde Gaboto había fundado un fuerte. El 7 de junio de 1574 confirmó como teniente de gobernador de Santa Fe a Juan de Garay, y el 8 de febrero de 1575 llegó a Asunción asumiendo el cargo el 11 de febrero. Luego restableció en el cargo de teniente de gobernador de Asunción a Diego Ortiz de Zárate y Mendieta.
Juan Ortiz de Zárate murió el 26 de enero de 1576. Había designado como sucesor bajo testamento a quien se casara con su hija Juana Ortiz de Zárate y Yupanqui nacida de la unión con la princesa inca Leonor Yupanqui y mientras se eligiese el candidato ocuparía interinamente el gobierno su sobrino Diego Ortiz de Zárate y Mendieta. Cuando este último tuvo que viajar a Charcas dejó como gobernador interino a su lugarteniente Luis de Osorio, desde el 3 de mayo hasta el 2 de diciembre de 1577.
La ciudad Zaratina fue abandonada el 20 de julio de 1577 debido al asedio charrúa, embarcándose la población hacia Asunción.

### Adelantazgo de Juan Torres de Vera y Aragón

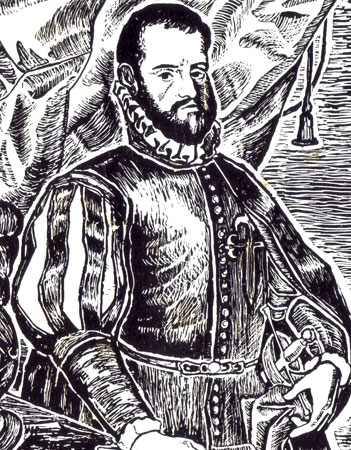
Juan Torres de Vera y Aragón.

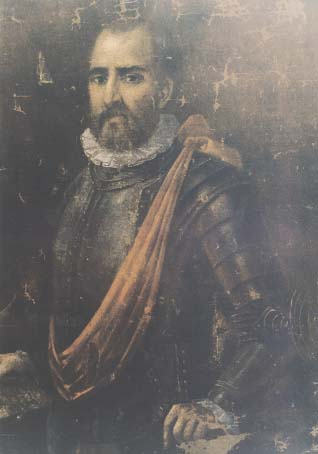
Juan de Garay.

El elegido por los parientes del adelantado para esposo de Juana fue el oidor de la Real Audiencia de Charcas Juan Torres de Vera y Aragón, que pasó a ser adelantado por matrimonio el 3 de diciembre de 1577. El matrimonio del oidor que una mujer de su distrito jurisdiccional estaba prohibido por las leyes, por lo que el virrey Francisco de Toledo le impidió ejercer su cargo de oidor y tampoco podía salir de Charcas. Torres de Vera y Aragón designó como teniente de gobernador a Juan de Garay el 20 de julio de 1577.
Garay dirigió una campaña a Itatín —actual estado brasileño de Mato Grosso del Sur— en 1579 y envió al capitán Ruy Díaz de Melgarejo a fundar en 1580 la ciudad de Santiago de Jerez, abandonada poco después. En 1580 Garay venció a los querandíes en el combate de la Matanza y el 11 de junio de 1580 refundó Buenos Aires, llamándola Ciudad de Trinidad, dejando a su puerto el nombre original de Santa María de Buenos Aires. A mediados de 1581 fue por tierra hasta el cabo Corrientes —donde hoy se asienta la ciudad de Mar del Plata— en busca de la mítica Ciudad de los Césares, regresando en enero de 1582. El 20 de marzo de 1583 Garay murió a manos de los querandíes en el río Paraná.
A Garay le sucedió como teniente de gobernador Juan de Torres Navarrete, que asumió el 27 de julio de 1583, gobernando en nombre del adelantado Juan Torres de Vera y Aragón. Por orden de Torres Navarrete el 14 de abril de 1585 Alonso de Vera y Aragón y Calderón (apodado Cara de Perro) fundó Concepción de Buena Esperanza (luego denominada Concepción del Bermejo) en el Chaco Central. Esta ciudad fue visitada camino de Asunción por el adelantado Juan Torres de Vera y Aragón cuando en 1586 fue autorizado en 1586 a visitar su gobernación, ingresando en Asunción el 9 de junio de 1587. El 3 de abril de 1588 Juan Torres de Vera y Aragón se dirigió en barco al paraje de las Siete Corrientes y fundó la ciudad de Corrientes, que denominó Ciudad de Vera. El 7 de abril partió hacia Santa Fe y Buenos Aires dejando como teniente de gobernador en Corrientes a Alonso de Vera y Aragón (alias el Tupí).
El 3 de mayo de 1588 el adelantado designó a Alonso de Vera y Aragón y Hoces como teniente general de gobernador y justicia mayor de Asunción. Luego se trasladó a la ciudad de La Plata, donde inició en 1589 la defensa de su título de adelantado y gobernador como sucesor del adelantado Juan Ortiz de Zárate.

## Hernandarias y sucesores

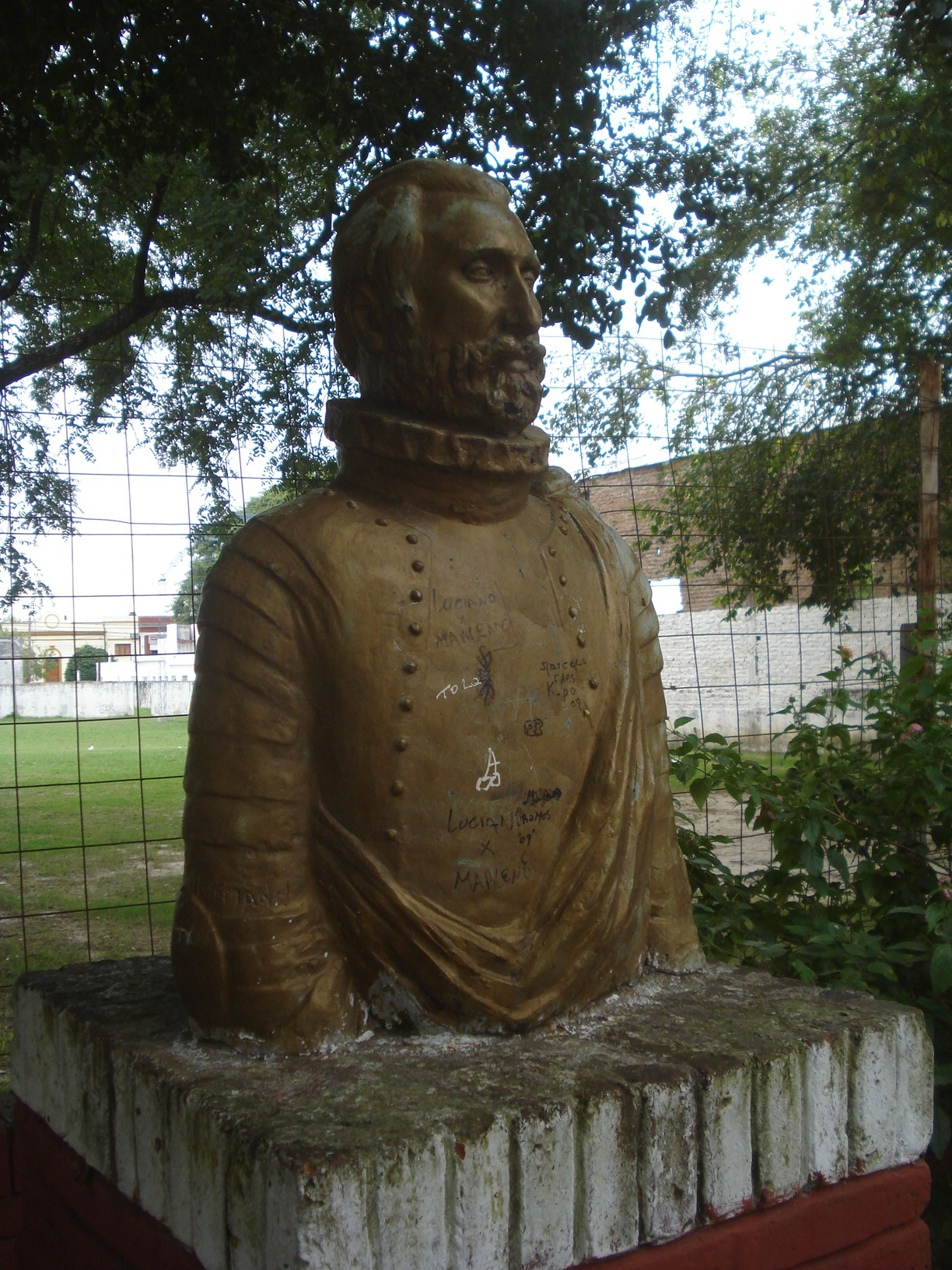
Busto de Hernando Arias de Saavedra en Villa Hernandarias, provincia de Entre Ríos.

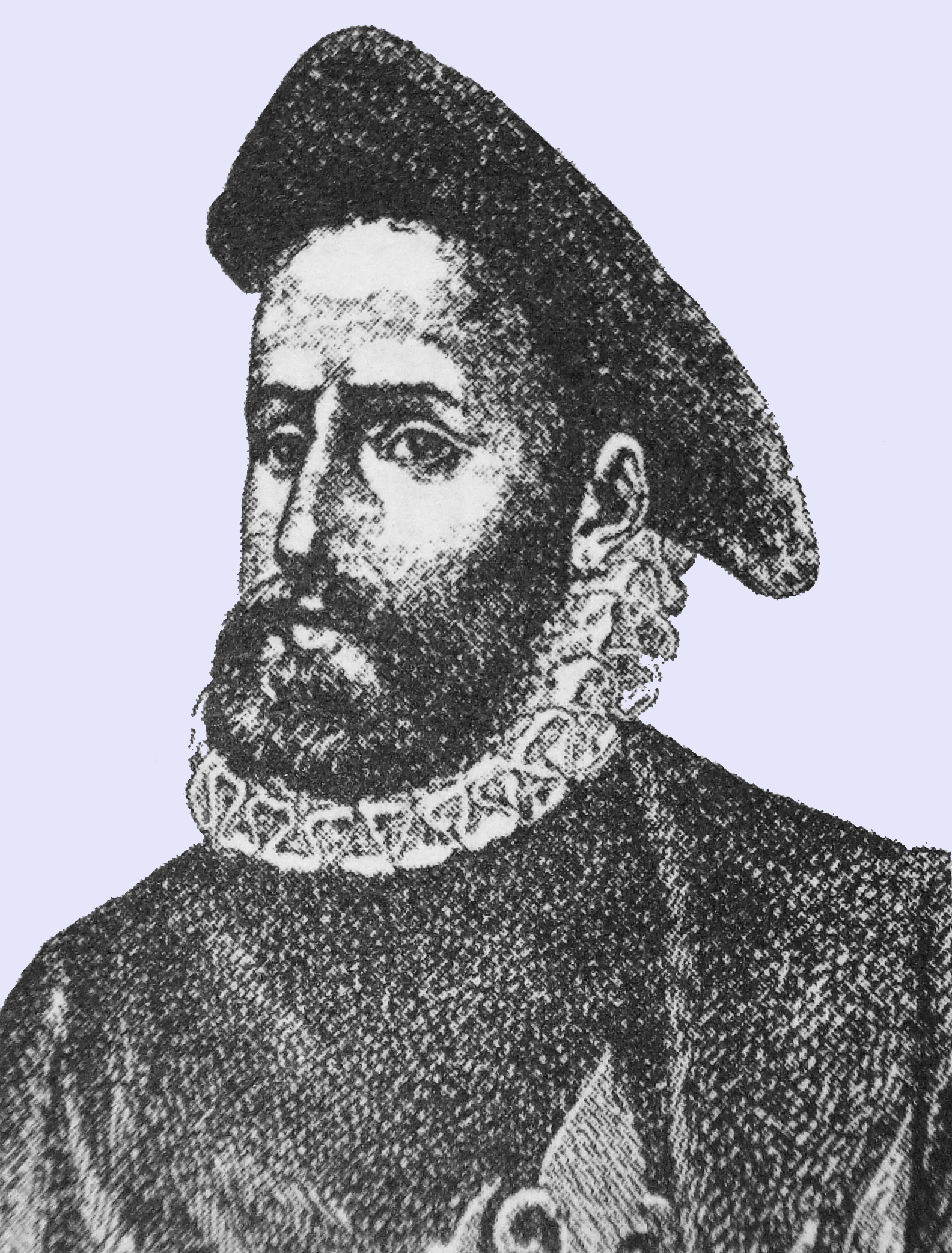
Juan Ramírez de Velasco.

En 1590, Torres de Vera y Aragón se dirigió a España por la vía del Perú y Panamá para reclamar lo que había invertido en las fundaciones de ciudades y revalidar su título de gobernador, cosa que no consiguió. Aunque había de hecho gobernado la provincia por medio de sus tenientes y logrado visitarla, ni las autoridades del Perú ni el rey aprobaron su matrimonio y no se lo reconoció como sucesor de Juan Ortiz de Zárate. El 10 de junio de 1579 el rey había designado como gobernador y capitán general a Vasco de Guzmán y el 13 de noviembre de 1581 designó a Martín García de Loyola, pero ninguno de los dos viajó al Río de la Plata.
Alonso de Vera y Aragón y Hoces entregó el cargo por deposición a Hernando Arias de Saavedra (llamado Hernandarias) el 13 de julio de 1592. En mayo de 1593, el virrey del Perú, Andrés Hurtado de Mendoza, designó gobernador provisorio del Tucumán a Fernando de Zárate. En las costas de Brasil y del Río de la Plata se encontraban algunos corsarios ingleses intentando tomar el puerto de Buenos Aires y entrar por allí a la provincia del Tucumán, para luego tomar el camino hacia Charcas. Como la provincia del Río de la Plata y del Paraguay se encontraba sin gobernador, el virrey le encargó a Fernando de Zárate ambas gobernaciones para que acuda en la defensa del puerto ante un posible ataque de los corsarios.
El rey Felipe II emitió una real cédula el 21 de enero de 1594 confirmándolo como gobernador del Tucumán y del Río de la Plata y del Paraguay. Zárate constituyó en un primer momento como cabecera de gobierno a la ciudad de Santiago del Estero, y en 1594 a Buenos Aires. El 16 de febrero de 1595 mandó a levantar el Fuerte de Buenos Aires y renunció el 1 de julio de 1595 siendo sucedido por Bartolomé Sandoval y Ocampo como teniente de gobernador.
En 1598 sumió Diego Valdez de la Banda, quien murió poco después reasumiendo Hernandarias en 1600, siendo confirmado como gobernador por Felipe III en 1601.
En 1603, el veintisieteavo gobernador de Nueva Andalucía del Río de la Plata Hernandarias modificó la legislación sobre el trabajo de los aborígenes, promoviendo la supresión de las mitas y encomiendas, por las cuales los españoles gozaban de los frutos del trabajo de los nativos a cambio de su evangelización, en la práctica inexistente. Obtuvo la aprobación de esta reforma por parte del rey Felipe III de España, y en 1608 se dispuso la creación de las reducciones jesuíticas y franciscanas en la región del Guayrá (actual estado de Paraná, Brasil).
La gobernación del Río de la Plata y del Paraguay desapareció al ser dividida por la real cédula del rey Felipe III del 16 de diciembre de 1617, por la cual se dividió la antigua gobernación entre dos nuevas gobernaciones llamadas del Río de la Plata y del Guayrá o gobernación del Paraguay.

## Reducciones
Durante el gobierno de Hernandarias entre 1615 y 1616 en el actual territorio argentino fueron fundadas las reducciones franciscanas siguientes:
- San Juan Bautista o del cacique Tubichaminí (en Buenos Aires).
- San Lorenzo de los Mocoretaes (en Santa Fe).
- San Miguel de los Calchines (en Santa Fe).
- San Bartolomé de los Chanás (en Santa Fe).
- Nuestra Señora de la Limpia Concepción de Itatí (en Corrientes).
- Santa Lucía de los Astos (en Corrientes).
- Santiago de Baradero (en Buenos Aires)[43].

Previamente fue fundada por el gobernador Marín Negrón en 1611:
- San José del Bagual (en Buenos Aires).

## Adelantados del Río de la Plata y sus gobernadores de Nueva Andalucía
El adelantamiento y su gobernación de Nueva Andalucía dependía directamente del Consejo de Indias, excepto cuando en lo judicial dependió nominalmente de la Real Audiencia de Panamá desde 1539 hasta 1543, hasta que el 1º de octubre de 1566 pasó a depender de la Real Audiencia de Charcas, que a su vez estaba subordinada a la de Lima, y en lo político-administrativo al Virreinato del Perú.  

### Con dependencia directa del Consejo de Indias
- Pedro de Mendoza (1534-1537). Adelantado y gobernador.
- —Juan de Ayolas (1537-1538). Gobernador nominal.
- —Francisco Ruiz Galán (1537-1541). Gobernador interino nominal. Teniente de gobernador general de Buen Ayre.
- Domingo Martínez de Irala (1538-1542). Gobernador interino. Teniente de gobernador general de Asunción. Con dependencia en lo judicial de la Real Audiencia de Panamá y con pérdidas territoriales nominales en la costa del océano Pacífico, a favor del virreinato peruano desde 1541.
- Álvar Núñez Cabeza de Vaca (1542-1544). Adelantado y gobernador.
- Domingo Martínez de Irala (1544-1548). Gobernador interino. Teniente de gobernador general de Asunción.
- Gonzalo de Mendoza (1548-1549). Gobernador interino. Lugarteniente.
- [El nominal adelantado rioplatense Juan de Sanabria había sido nombrado por el emperador Carlos V el 1º de enero de 1549 con título por dos vidas, pero fallecería dos meses después.]
- [El siguiente nominal adelantado rioplatense Diego de Sanabria, por intermedio de su madrastra Mencia Calderón Ocampo "la Adelantada", el emperador lo había confirmado en Valladolid con el título por dos vidas del padre el 12 de marzo de 1549, pero llegó muy tarde a destino, cuando ya se había revocado el suyo y conferido el cargo titular de gobernador a Irala en 1555.]
- Domingo Martínez de Irala (1549-1556). Gobernador interino hasta su confirmación real como titular en 1555 hasta 1556. Con pérdidas territoriales nominales, por la anexión peruana del territorio tucumano en 1550.
- Gonzalo de Mendoza (1556-1558). Gobernador interino. Teniente de gobernador general de Asunción.
- Francisco Ortiz de Vergara (1558-1564). Gobernador interino.
- Juan Ortiz de Zárate (1564-1568). Gobernador titular desde 1564, con dependencia autónoma del virreinato peruano desde 1566, adelantado interino desde 1567 y titular por dos vidas desde 1569.

### Con dependencia autónoma del virreinato peruano
- Felipe de Cáceres (1569-1572). Gobernador interino. Teniente de gobernador general de Asunción.
- Martín Suárez de Toledo (1572-1574). Gobernador interino. Teniente de gobernador general de Asunción.
- Juan Ortiz de Zárate (1574-1576). Adelantado y gobernador.
- Diego Ortiz de Zárate y Mendieta (1576-1577). Gobernador interino.
- Luis Osorio (1577). Gobernador interino.
- Juan Torres de Vera y Aragón (1577-1578). Adelantado y gobernador.
- Juan de Garay (1578-1583). Gobernador. Teniente de gobernador general de Asunción.
- Rodrigo Ortiz de Zárate (1583-1584). Gobernador. Teniente de gobernador general de Buenos Aires.
- Juan de Torres Navarrete (1584-1587). Gobernador interino. Teniente de gobernador general de Buenos Aires.
- Juan Torres de Vera y Aragón. (1588-1592). Adelantado y gobernador.
- [El quinto adelantado rioplatense Juan Alonso de Vera y Zárate fue gobernador del Tucumán de 1619 a 1627.]
- [El sexto y último adelantado rioplatense Juan II Alonso de Vera y Zárate no ejerció jamás como gobernador.]

## Gobernadores autónomos del Río de la Plata y del Paraguay
- Hernando Arias de Saavedra o Hernandarias (1592-1594).
- Fernando de Zárate (1594-1595).
- Bartolomé Sandoval y Ocampo (1595). Gobernador interino.
- Juan Ramírez de Velasco (1595-1596).
- Hernandarias (1596-1599).
- Diego Rodríguez Valdez y de la Banda (1599-1600).
- Francés de Beaumont (1600-1602). Gobernador interino.
- Hernandarias (1602-1609).
- Diego Marín de Negrón (1609-1613).
- Francisco González de Santa Cruz (1613)
- Mateo Leal de Ayala (1613-1615).
- Francés de Beaumont y Navarra (1615).
- Hernandarias (1615-1618).